# Ad-Dasuki Szaban
Ad-Dasuki Isma’il Abd ar-Ra’uf Muhammad Szaban, El-Desoky Ismail Abdulrauf Muhammad Shaban (ar. الدسوقي إسماعيل عبد الرؤف محمد شعبان; ur. 1 stycznia 1983) – egipski zapaśnik walczący w stylu wolnym. Olimpijczyk z Londynu 2012, gdzie zajął jedenaste miejsce w kategorii 120 kg.
Zdobył cztery złote medale na mistrzostwach Afryki, w 2006, 2009, 2010 i 2012. Brązowy medalista igrzysk panarabskich w 2011. Drugi na mistrzostwach śródziemnomorskich w 2012 roku.
- Turniej w Londynie 2012

Przegrał z Amerykaninem Tervelem Dlagnevem i odpadł z turnieju.